# Ecot-la-Combe
Ecot-la-Combe ist eine französische Gemeinde mit 39 Einwohnern (Stand: 1. Januar 2022) im Département Haute-Marne in der Region Grand Est. Sie gehört zum Arrondissement Chaumont und zum Kanton Bologne.

## Geographie
Ecot-la-Combe liegt etwa 21 Kilometer nordöstlich von Chaumont nahe der Quelle des Flusses Sueurre. Umgeben wird Ecot-la-Combe von den Nachbargemeinden Rimaucourt im Norden und Nordwesten, Manois im Norden, Saint-Blin im Norden und Nordosten, Clinchamp im Osten und Südosten, Consigny im Süden, Bourdons-sur-Rognon im Südwesten sowie Andelot-Blancheville im Westen.

## Bevölkerungsentwicklung
| Jahr                       | 1962 | 1968 | 1975 | 1982 | 1990 | 1999 | 2006 | 2019 |
| Einwohner                  | 117  | 58   | 38   | 32   | 26   | 25   | 40   | 39   |
| Quellen: Cassini und INSEE |      |      |      |      |      |      |      |      |

## Sehenswürdigkeiten
- Kirche Notre-Dame-de-la-Nativité
- Schloss Ecot-la-Combe, Monument historique: erbaut Ende des 15. Jahrhunderts, zwischen 1796 und 1807 und Mitte des 19. Jahrhunderts stark umgebaut, Torhaus aus der zweiten Hälfte des 17. Jahrhunderts, mit zwischen 1807 und 1832 angelegtem Park

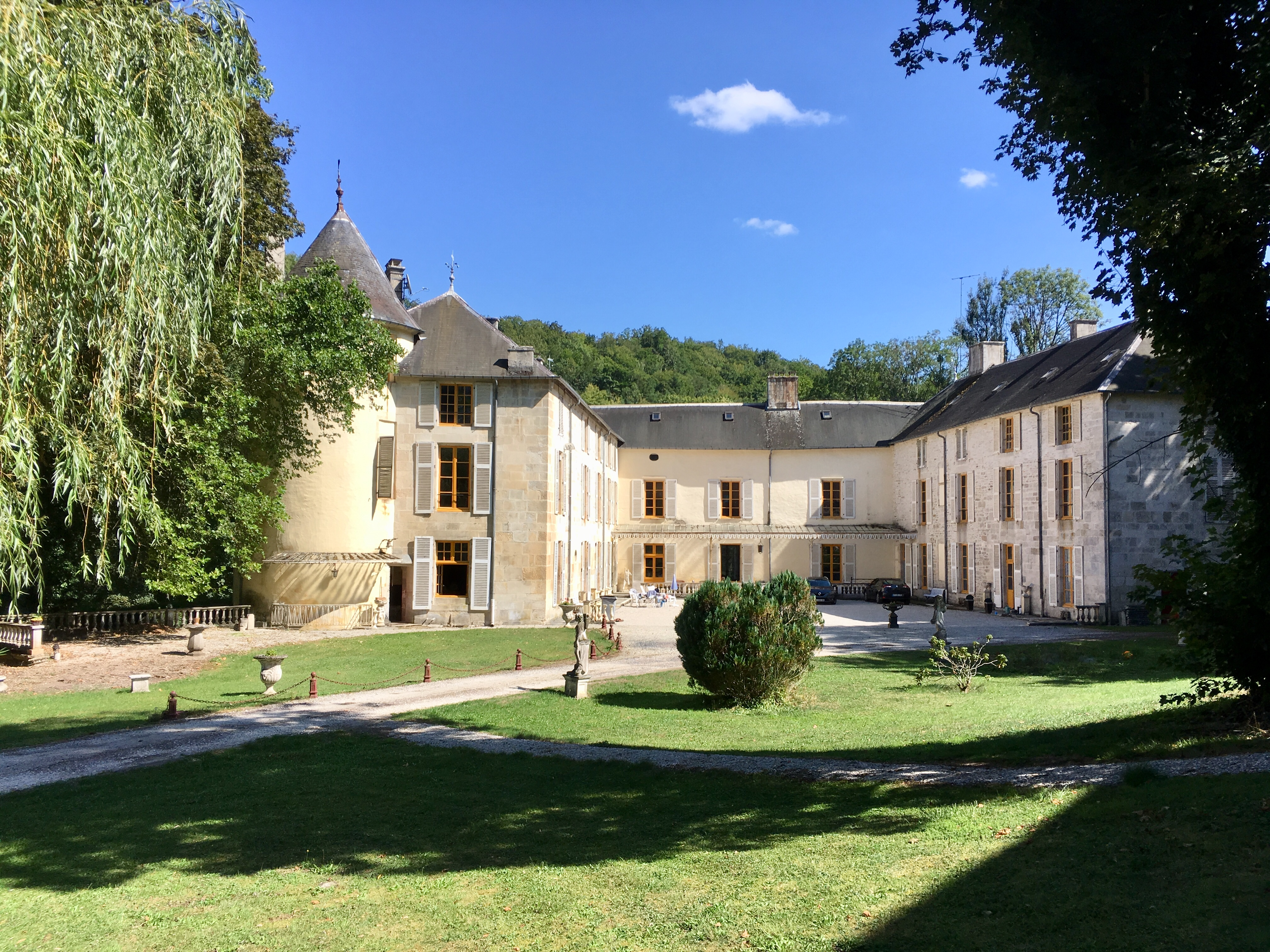
Schloss
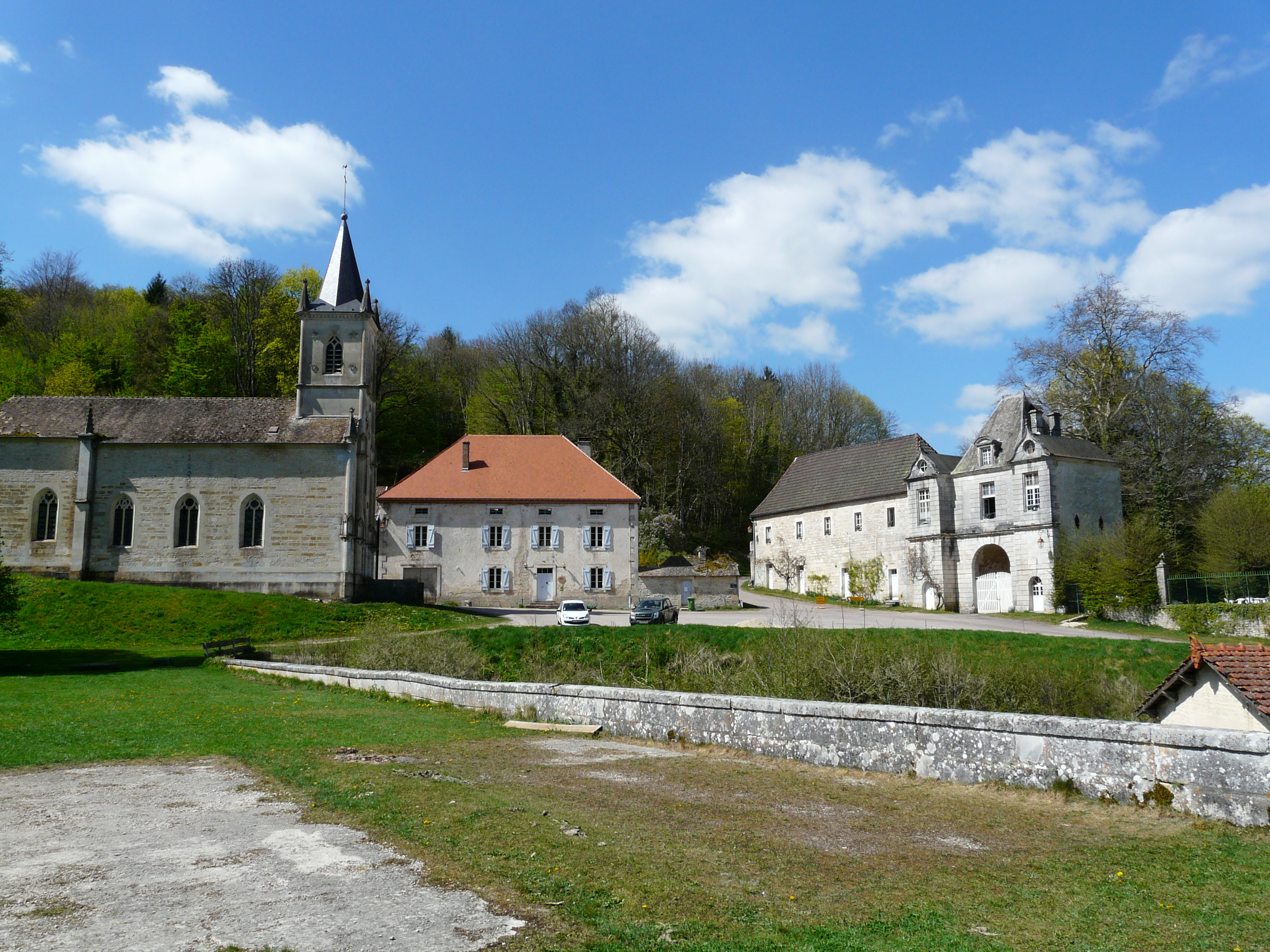
Kirche Notre-Dame-de-la-Nativité